# Punta Lazoney
La punta Lazoney, detta anche punta Loozoney (pointe Lazouney in francese, Lasòneyspetz o Lasòneyhore nella variante Greschòneytitsch della lingua walser), è una vetta delle Alpi Biellesi alta 2.579 m s.l.m.. È situata tra la Valsesia, in provincia di Vercelli, e la Valle del Lys (o Valle di Gressoney), in Valle d'Aosta; sulla cima convergono i territori comunali del comune piemontese di Rassa e di quelli valdostani di Gressoney-Saint-Jean e di Gaby.

## Toponimo
Oltre che punta Lazoney la montagna viene anche chiamata nelle pubblicazioni in italiano punta Loozoney, utilizzando una diversa trascrizione del nome utilizzato dagli abitanti della zona. La denominazione in francese è pointe Lazouney, in lingua walser Lasòneyspetz.

## Descrizione

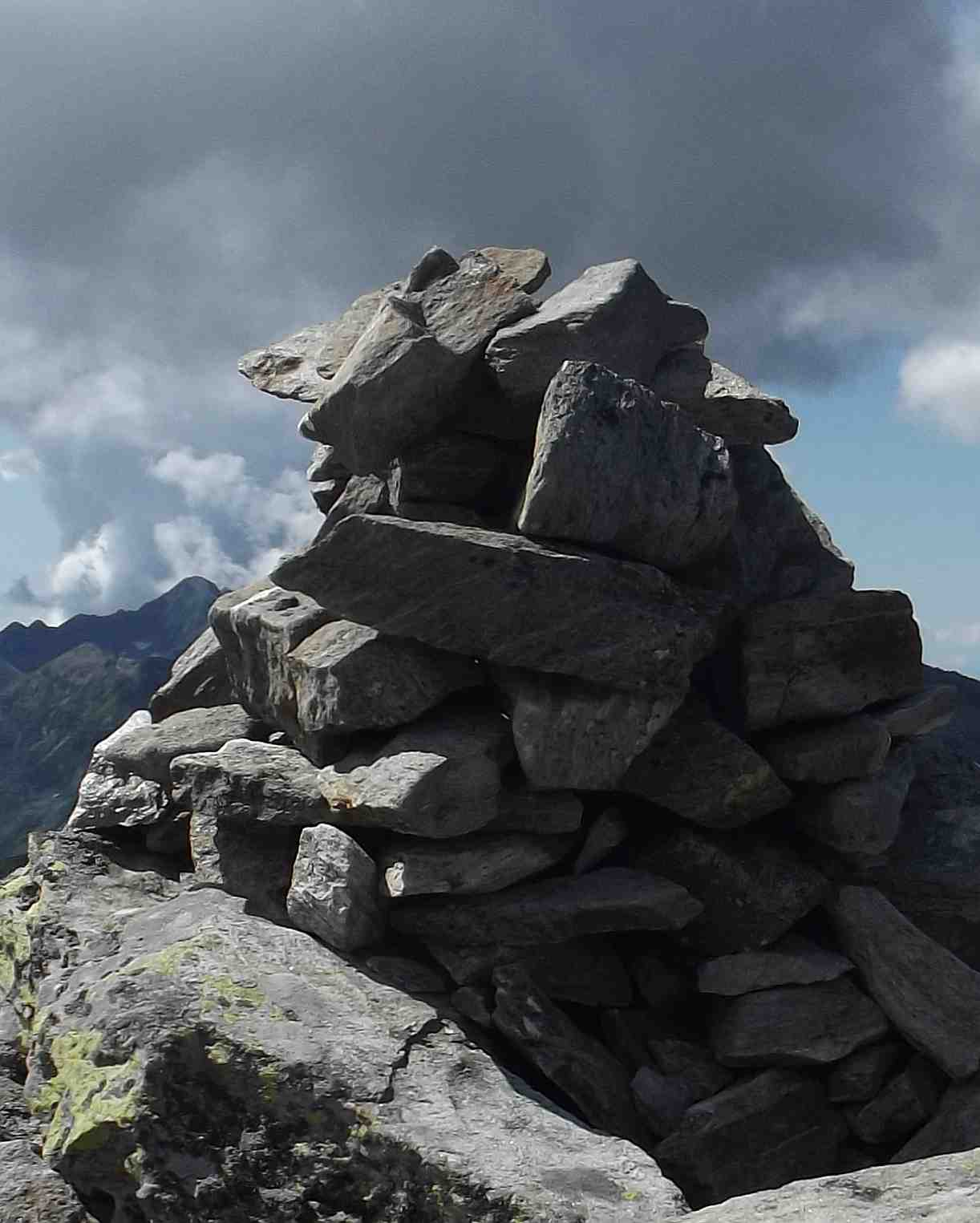
L'ometto sommitale

La punta Lazoney si trova alla convergenza di tre creste: quella settentrionale scende al colle del Loo e la collega con il vicino monte Cossarello, mentre quella sud-orientale, anch'essa facente parte dello spartiacque Lys / Sesia, si presenta aspra e accidentata e dopo una serie di risalti rocciosi raggiunge la bocchetta di Niel (2.430 m) per risalire poi alla punta Tre Vescovi. La terza cresta si dirige invece ad ovest nella valle di Gressoney e dopo avere perso quota fino al colle Lazoney (2.390 m) risale nella zona del mont de Pianeritz.
Sul punto culminante della montagna sorge un ometto in pietrame; il panorama è ampio e consente un ottimo colpo d'occhio sul gruppo del monte Rosa.
La cima della montagna corrisponde anche al punto geodetico trigonometrico dell'IGM denominato Punta Lazoney (cod.029071) .

## Accesso alla cima

### Accesso estivo

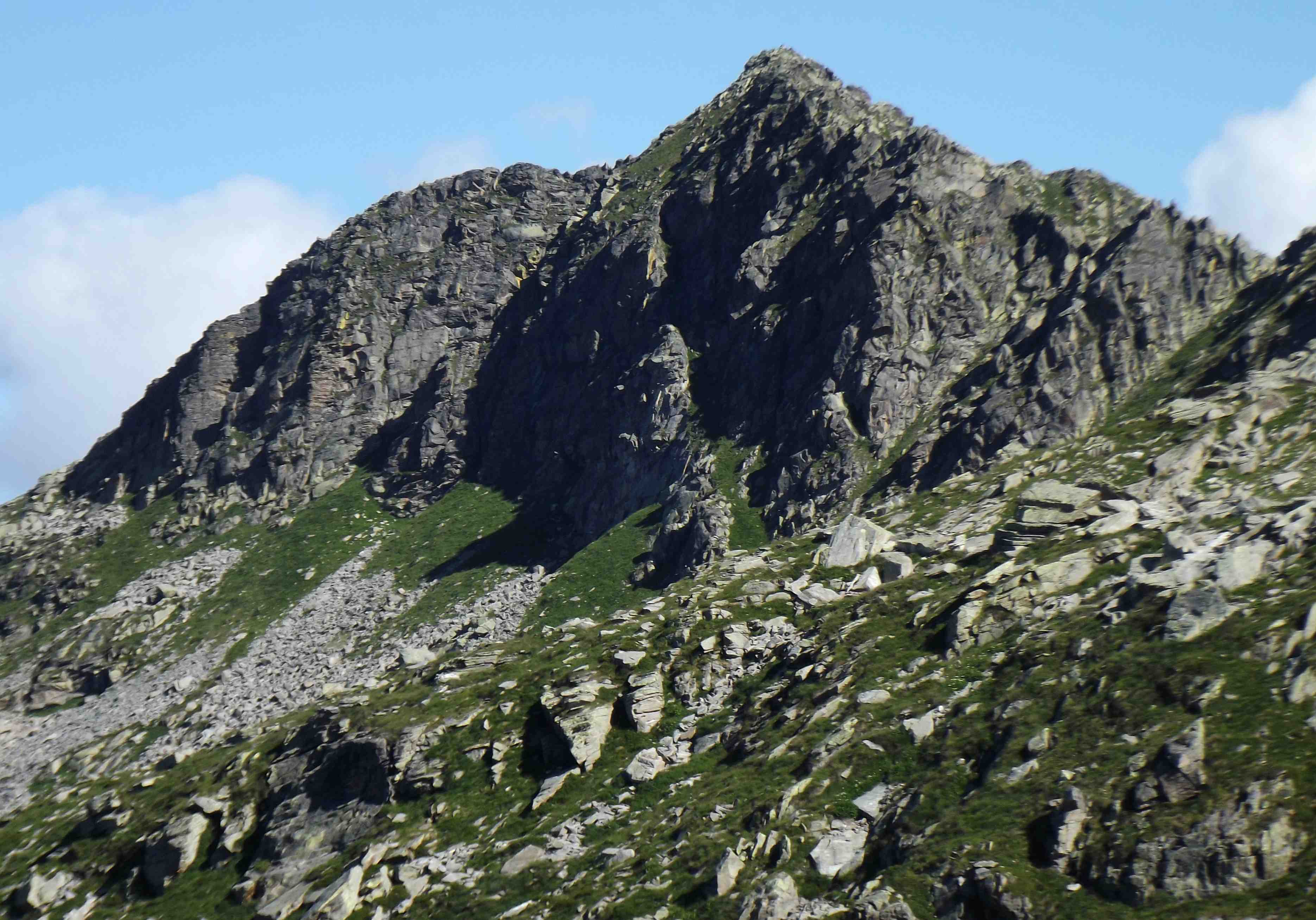
La montagna vista dal colle della Mologna Grande.

La punta Lazoney è raggiungibile per cresta sia dal colle del Loo che da quello di Lazoney. In entrambi i casi la Guida dei Monti d'Italia valuta la salita di difficoltà E, mentre secondo altri la difficoltà è invece di tipo EE.
La salita lungo la cresta sud-orientale a partire dalla bocchetta di Niel è più difficile e comprende vari passaggi di II grado più un tratto di IV grado detto del Dado, aggirabile quest'ultimo sul lato Valsesia.

### Accesso invernale
La montagna è accessibile anche con gli sci da sci alpinismo e le racchette da neve. La salita con gli sci è valutata di difficoltà BS, quella con le racchette è considerata per bravi racchettatori .

## Punti di appoggio
- Rifugio Alfredo Rivetti